# Tätortskod
Tätortskod var en kod, bestående av fyra siffror, som Statistiska centralbyrån tilldelade alla tätorter i Sverige. Den ersattes 2021 med en bebyggelseområdeskod även retroaktivt.
I regel var tätortskoderna jämna medan småortskoderna är udda. De två första siffrorna indikerade i vilket län tätorten ligger (detta är dock inte helt konsekvent genomfört):
- 01–04 = Stockholms län
- 05–06 = Uppsala län
- 07–09 = Södermanlands län
- 10–13 = Östergötlands län
- 14–17 = Jönköpings län
- 18–20 = Kronobergs län
- 21–24 = Kalmar län
- 25 = Gotlands län
- 26–27 = Blekinge län
- 28–38 = Skåne län
  - 28–32 = f.d. Kristianstads län
  - 33–38 = f.d. Malmöhus län
- 39–42 = Hallands län
- 43–55 = Västra Götalands län
  - 43–46 = f.d. Göteborgs och Bohus län
  - 47–51 = f.d. Älvsborgs län
  - 52–55 = f.d. Skaraborgs län
- 56–58 = Värmlands län
- 59–61 = Örebro län
- 62–63 = Västmanlands län
- 64–69 = Dalarnas län
- 70–73 = Gävleborgs län
- 74–77 = Västernorrlands län
- 78–80 = Jämtlands län
- 81–84 = Västerbottens län
- 85–89 = Norrbottens län

## Finland
I Finland har tätorter historiskt haft ett unikt nummer eller kod från den första tätortsavgränsningen 1960 och Helsingfors centraltätort hade det första numret, 0001. Sedan 2011 förekommer dessa unika nummer inte längre i statistiken.